# 小行星8457
小行星8457（8457 Billgolisch）是一颗绕太阳运转的小行星，为主小行星带小行星。该小行星于1981年3月19日发现。

## 轨道参数
小行星8457的轨道半长轴为394 365 631 km，2.6361339 UA，离心率为0.165。